# 聖布拉斯德洛斯塞西斯縣
28°24′52″S 67°5′55″W / 28.41444°S 67.09861°W

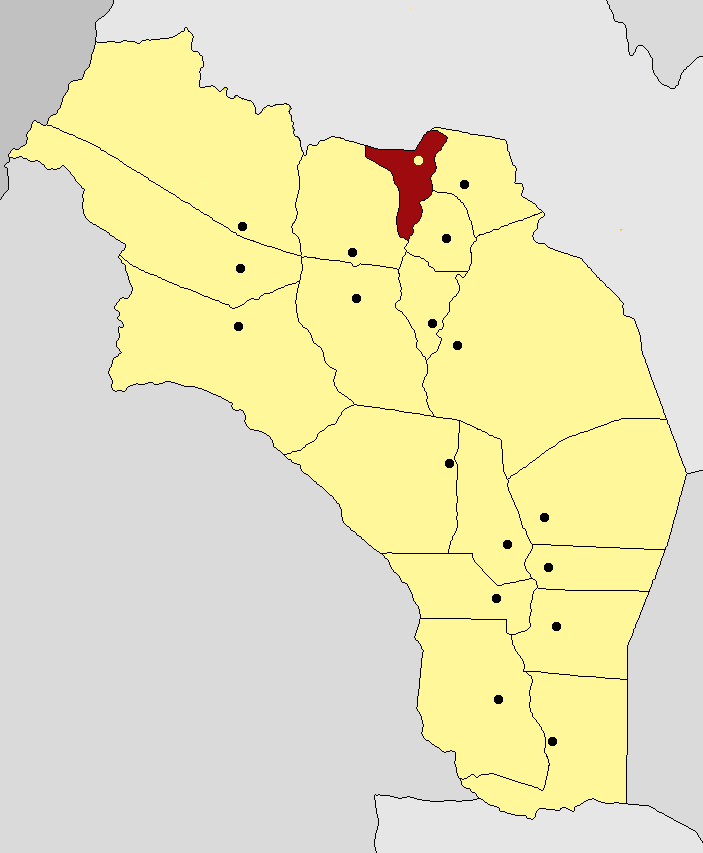

聖布拉斯德洛斯塞西斯縣（西班牙語：Departamento San Blas de los Sauces），是阿根廷的縣份，位於該國西北部拉里奧哈省，首府設於聖布拉斯德洛斯塞西斯，面積1,590平方公里，2010年人口3,927，人口密度每平方公里2.47人。